# Ardooie
Ardooie (fr. Ardoye, vls. Ardôoie) – miejscowość i gmina (gemeente) w Belgii, w Regionie Flamandzkim, w prowincji Flandria Zachodnia, w okręgu Tielt. 1 stycznia 2024 liczyła 9355 mieszkańców.

## Podział administracyjny
W skład gminy wchodzi jedna dzielnica (deelgemeente):
- Koolskamp